# A Nemzetközi Bíróság ítéletei
A hágai Nemzetközi Bíróság (ICJ) ítéletei a következők voltak:

## (1946-1996)
| A perben álló felek (a per idő tartama)                                                                             | a per tárgya | Az ítélet (és következménye) |
| --- | --- | --- |
| NAGY-BRITANNIA c. ALBÁNIA (1947–1949) Korfu-szoros-ügy.                                                             | Két brit hadihajó 1946. október 22-én a Korfui-szoros albán felségvizein áthaladva aknára futott, 44 tengerész meghalt. Később a britek önhatalmúlag aknamentesítették a szorost, és jóvátételt követeltek az albán kormánytól.                                                  | Jogsértőek volt az aknák fölszedésének körülményei, viszont az Egyesült Királyságnak kártérítés jár. Ennek összegét külön eljárásban – Albánia távolmaradása mellett – ítélték meg, noha a britek csak a kártérítési kötelezettség kimondását kérték.                                                                   |
| KOLUMBIA / PERU (1949-1950) Menedékjogügy.                                                                          | A perui felkelés egyik vezetője, Haya de la Torre a kolumbiai nagykövetségre menekült. Peru szerint Torrét nem illette volna meg a menedékjog. | A menedékjogról szóló havannai egyezménynek nem felel meg Kolumbia magatartása. |
| 1950: Kérelem a menedékjogügyben hozott ítélet értelmezésére.                                                       | Kolumbia kérdése: jogosult-e Peru az ítélet alapján Torre kiszolgáltatását követelni, illetve köteles-e őt Kolumbia kiadni? | Eredetileg fel nem tett kérdésről a bíróság nem határoz; mivel Torre távozásáról az eredeti ítéletben nem volt szó, így nincs mit értelmezni. |
| 1950-1951: Haya de la Torre-ügy.                                                                                    | Kolumbia kérdése: hogyan hajtsa végre az ítéletet, s ki kell-e adnia Torrét az ezt követelő Perunak? | Kolumbia nem köteles Torrét kiadni, viszont a számára nyújtott menedéket az első ítélet után meg kellett volna szüntetnie. |
| NAGY-BRITANNIA c. NORVÉGIA (1949-1951) Angol-norvég halászati ügy.                                                  | A britek vitatták a norvég király 1935-ös dekrétumában meghatározott norvég halászati övezet határait. | Tekintettel az 1869 óta hagyományosan alkalmazott és korábban nem kifogásolt norvég határkijelölési módszerekre, a királyi dekrétum elfogadható. |
| FRANCIAORSZÁG c. USA (1950-1952) Amerikaiak marokkói jogainak ügye.                                                 | Az USA kifogása: a marokkói francia főrezidens engedélye kellett a nem francia származású áruk beviteléhez. Franciaország kérte a bíróságot, mondja ki, hogy az ottani amerikai állampolgárokat nem illeti meg különleges elbánás.                                               | A Francia Marokkóban kihirdetett rendeletek az USA egyetértése nélkül is érvényesek az amerikaiakra. |
| GÖRÖGORSZÁG c. NAGY-BRITANNIA (1951-1952) Ambatielosz-ügy.                                                          | Ambatielosz görög vállalkozó 1919-ben kilenc hajót vett a brit kormánytól, amelyeket az szerinte késve szállított le. Hosszas brit bírósági huzavona után a görög kormány Hágától a vita érdemi eldöntését kérte.                                                                | Az ügy választott bíróságra tartozik (amely 1956-ban elutasította a görög igényeket). |
| NAGY-BRITANNIA c. IRÁN (1951-1952) Angol-iráni olajtársaság-ügy.                                                    | 1951-ben Irán államosította az olajipart, beleértve a brit koncessziós céget is. London a szerinte jogtalan iráni döntés felfüggesztését kérte. | A bíróságnak ez ügyben nincs joghatósága. (A Moszaddeg-kormány megdöntése után megújították a koncessziót, s Irán kárpótolta az olajtársaságot.) |
| FRANCIAORSZÁG / NAGY-BRITANNIA (1951-1953) Minquiers- és Ecrehos-ügy.                                               | Franciaországot vagy Nagy-Britanniát illeti-e ez a két - a francia partok közelében levő - sziget? | Ecrehos a 13. századtól brit királyi birtok, Minquiers ügyeiben korábban a közeli Jersey-szigeti brit hatóságok jártak el. A két kis sziget Angliát illeti. |
| OLASZORSZÁG c. FRANCIAORSZÁG, NAGY-BRITANNIA, USA (1953-1954) 1943-ban Rómából elszállított albán arany ügye.       | Olaszország 1939-ben elhurcolta a tiranai nemzeti bank aranykészletét, amelynek egy részét aztán a németek vették magukhoz. Ezt egy választott bíró Albániának ítélte, Olaszország Hágához fordult.                                                                              | Albánia hozzájárulása nélkül a bíróság nem dönthet. (Az albán arany a Korfu-incidens után megítélt kártérítés fejében Angliába került. 1992-ben London 1574 kg aranyat visszaadott, Tirana pedig 2 millió dollár kártérítést fizetett.)                                                                                 |
| LIECHTENSTEIN c. GUATEMALA (1951-1955) Nottebohm-ügy.                                                               | A Guatemalában élő Nottebohm német üzletember 1939-ben liechtensteini állampolgárságot szerzett. A világháború kitörése után vagyonát Guatemala lefoglalta, őt magát az USA-ba internálta. Liechtenstein kártérítést követel új állampolgárának.                                 | Nottebohm valójában nem kötődött Liechtensteinhez, pusztán egy semleges ország állampolgári státuszára volt szüksége, amit Guatemala nem köteles elismerni. |
| FRANCIAORSZÁG c. NORVÉGIA (1955-1957) Norvég kölcsönök ügye.                                                        | Az 1885-1909 között norvég bankok által kibocsátott kölcsönkötvények aranyzáradékkal voltak ellátva. 1923-tól Oslo mentesítette a nemzeti bankot az aranyra váltási kötelezettségtől, de Párizs továbbra is aranyat kért.                                                        | Franciaország Norvégiánál szűkebb körben vetette magát alá a bíróság joghatóságának. A viszonosság alapján a bíróság saját joghatóságának hiányát állapította meg, az ügyet érdemben nem tárgyalta. |
| HOLLANDIA c. SVÉDORSZÁG (1957-1958) Kiskorúak gyámságáról szóló 1902-es egyezmény ügye.                             | Holland apa és svéd anya lánya holland állampolgárként Svédországban élt, anyja halála után svéd gyámság alá helyezték. Hollandia szerint Svédország megsérti a gyámságra vonatkozó 1902-es hágai egyezményt.                                                                    | Helyesen alkalmazták a svéd törvényeket. |
| BELGIUM / HOLLANDIA (1957-1959) Határ menti földparcellák feletti szuverenitás ügye.                                | Több mint száz éve vitatott 14 hektárnyi földterület hovatartozása. | A szuverenitás Belgiumot illeti. |
| IZRAEL c. BULGÁRIA (1957-1959) 1955. július 27-ei légi incidens ügye.                                               | Izraeli polgári gép engedély nélkül hatolt bolgár légtérbe, lelőtték, az 58 fő utas és személyzet meghalt. Izrael kártérítést követelt. | Bulgária nem ismerte el a bíróság joghatóságát, ezért ítélet nem született. |
| SVÁJC c. USA (1957-1959) Interhandel-ügy.                                                                           | A német IG Farben érdekeltségű svájci cég amerikai vagyonát a 2. világháború kitörésekor zárolta az USA. Svájc szerint 1940-ben az Interhandel német kapcsolatai megszakadtak, s 1948 után kérte az amerikai zárolás befejezését is, de az amerikai bíróságok visszautasították. | Svájc nem merítette ki az USA bíróságainál jogorvoslati lehetőségeit, addig a nemzetközi bíróság nem dönt. (1964-ben a két ország egyezséget kötött, a vitás részvényeket eladták, a bevételt fele-fele arányban megosztották.)                                                                                         |
| HONDURAS c. NICARAGUA (1958-1960) A spanyol király 1906. december 23-ai választottbírói döntésével kapcsolatos ügy. | A határ 1906-ban kijelölt vonalát Nicaragua vitatta, egyebek közt azért, mert szerinte a folyók torkolati szakaszain a sodorvonal nem határozható meg pontosan. | A torkolati sodorvonal meghatározása nem okoz problémát, a határ a spanyol királyi döntés szerint határozandó meg. |
| PORTUGÁLIA c. INDIA (1955-1960) Indiai területen áthaladás ügye.                                                    | India elfoglalt két portugál gyarmat enklávét, elzárva azokat a portugál katonák és hivatalnokok elől. Portugália a tilalom visszavonását követelte. | Polgári személyek áthaladását Indiának engedélyeznie kell, fegyveres erőkét nem. (Az ítélet idejére a két enklávé India részévé vált.) |
| KAMBODZSA c. THAIFÖLD (1959-1962) Preah Vihear-i romtemplomügy.                                                     | Thaiföld - bár korábban nem vitatta a templomot a kambodzsai oldalon jelző határtérképeket -, arra hivatkozva, hogy „tévedésben volt”, magának követelte a Dangrek hegységben található kegyhelyet, s 1954-ben fegyveresen elfoglalta.                                           | Ötven év múltán Thaiföld nem hivatkozhat „tévedésre”, sem arra, hogy nem ismerte fel a kegyhely jelentőségét, így köteles visszaszolgáltatni az elhurcolt tárgyakat, fegyveres erejét pedig kivonni. |
| ETIÓPIA és LIBÉRIA c. DÉL-AFRIKAI UNIÓ (1960-1966) Délnyugat-afrikai ügyek.                                         | A két ország szerint a Dél-Afrikai Unió rosszul látja el a mandátummal kapcsolatos feladatait Délnyugat-Afrikában. | A felperesek kérelmét a bíróság elutasította, mert nem látta bizonyítottnak, hogy jogi érdekük fűződne a per tárgyához. |
| KAMERUN c. NAGY-BRITANNIA (1961-1963) Észak-kameruni ügy.                                                           | Az 1960-ban függetlenné vált volt Francia Kamerun nem fogadta el, hogy Brit Kamerun egy része nem hozzá, hanem Nigériához csatlakozott. Szerinte Nagy-Britannia nem tartotta tiszteletben a gyámságból adódó kötelezettségeit.                                                   | A gyámsági egyezmény - amelynek Nigéria sosem volt része - megszűnt, így ezzel kapcsolatban értelmetlen az a kameruni kívánság, hogy marasztalják el Nagy-Britanniát, mivel ennek semmilyen jogkövetkezménye nem lenne.                                                                                                 |
| NSZK / DÁNIA és HOLLANDIA (1967-1969) Északi-tengeri kontinentálistalapzat-ügyek.                                   | Az NSZK nem fogadta el a dán-holland megállapítású határvonalat. A bíróság határozza meg az elhatárolás elveit. | A bíróság meghatározta a elveket. (Ennek alapján a három állam a szomszédos Nagy-Britanniával egyeztetve megvonta a határokat.) |
| BELGIUM c. SPANYOLORSZÁG (1858-1961 és 1962-1970) Barcelona Traction Light Power Co.-ügy.                           | A belga érdekeltségű cég felszámolásakor a spanyol állami szervek Brüsszel szerint jogot sértettek. | A részvényeseknek nincs jogalapjuk diplomáciai védelmet kérni, így viszont Belgium ez ügyben nem járhat el a bíróságnál. |
| INDIA c. PAKISZTÁN (1971-1972) Fellebbezés ICAO-döntéssel szemben.                                                  | India szerint a Nemzetközi Polgári Repülésügyi Szervezet (ICAO) eljárási hibát vétett, amikor Pakisztán panasszal élt amiatt, hogy India megtiltotta a pakisztáni polgári gépek átrepülését egy indiai gép Pakisztánba térítését követően.                                       | A kérdésben az ICAO illetékes, a fellebbezést a Nemzetközi Bíróság nem bírálta el. (India ellenbeadvánnyal fordult az ICAO-hoz, majd a két ország közösen az eljárás félbeszakítására kérte a szervezetet.) |
| AUSZTRÁLIA és ÚJ-ZÉLAND c. FRANCIAORSZÁG (1973-1974) Francia nukleáris kísérletek ügye.                             | A légköri nukleáris kísérletek összeegyeztethetetlenek a nemzetközi joggal, ezért Hága tiltsa el ettől Párizst, ideiglenes intézkedésként pedig döntéséig rendeljen el tilalmat.                                                                                                 | A bíróság 1973 júliusában ideiglenes intézkedésként előírta, hogy Franciaország tartózkodjon a légköri atomrobbantásoktól. (Párizs 1974 szeptemberéig négy kísérletsorozatot hajtott végre, közben bejelentette: áttér a föld alatti robbantásokra. A bíróság ekkor úgy döntött, hogy az eljárásnak már nincs értelme.) |
| NAGY-BRITANNIA és NSZK c. IZLAND (1972-1974) Izlandi halászatiövezet-ügy.                                           | Izland egyoldalúan 50 mérföldre terjesztette ki halászati övezetét, amit a két ország kifogásolt a bíróságnál. Az NSZK szerint a német halászhajók elleni eljárásért Izland kártérítéssel tartozik.                                                                              | Izlandnak nincs joga egyoldalúan kijelölni halászati övezetét, de a kormányoknak el kell fogadniuk Izland jogait bizonyos kedvezményekre. Hága a kártérítésről csak bizonyítékok alapján döntene, az, hogy „jár-e”, absztrakt kérdés.                                                                                   |
| GÖRÖGORSZÁG c. TÖRÖKORSZÁG (1976-1978) Az égei-tengeri kontinentális talapzat ügye.                                 | Miközben tárgyalásokat folytatott Törökországgal, a görög kormány beadványban kérte a bíróságot a határ kijelölésére. | A bíróság a korábbi görög megszorító nyilatkozatok miatt nem tartotta joghatóságát érvényesnek e vita eldöntésére. |
| USA c. IRÁN (1979-1981) Az USA teheráni diplomáciai személyzetének ügye.                                            | Iráni fegyveresek az USA nagykövetségén túszokat ejtettek. Az USA szerint Irán nemzetközi egyezményeket sért, és később meghatározandó összegű kártérítést, ideiglenes intézkedésként pedig a túszok szabadon engedését követelte.                                               | Iránnak ki kell vonulnia a nagykövetségről, és az USA-nak kártérítés jár. (A túszokat csak a két állam 1981-es megállapodása után engedték szabadon.) |
| TUNÉZIA / LÍBIA (1978-1982) Kontinentálistalapzat-ügy.                                                              | A talapzatelhatárolás elveinek meghatározása. | A bíróság terjedelmes útmutatást adott. |
| 1984-1985: Az ítélet felülvizsgálata és értelmezése.                                                                | Tunézia immár különkeresetben a korábbi ítéletben szereplő állítólagos tévedések kiigazítását s a Gabèsi-öböl „legnyugatibb pontjának” meghatározását kérte. | A bíróság megadta a hozzávetőleges földrajzi koordinátákat, s újra szakértők feladatává tette a határ kijelölését, mivel tőle eredetileg csak az elveket kérték. |
| KANADA / USA (1979-1984) Maine-öböli tengeri határ ügye.                                                            | A határ meghúzása és annak elvei. | A két ország által igényelt területet nagyjából fele-fele arányban osztotta el. |
| LÍBIA / MÁLTA (1982-1985) Kontinentálistalapzat-ügy.                                                                | A talapzatelhatárolás elveinek meghatározása. | A bíróság megadta az elveket, a kijelöléshez szükséges földrajzi koordinátákat. |
| BURKINA FASO / MALI (1983-1986) Határvitaügy.                                                                       | Ideiglenes intézkedésként a tűzszünet betartásának elrendelését kérték. Ha húsz napon belül nem tudnak megállapodni, jelölje ki a bíróság a határt. | A gyarmati időkből származó határok alapján a határt földrajzi koordinátákkal konkrétan meghatározta a bíróság. |
| NICARAGUA c. USA (1984-1986) Nicaragua elleni katonai akciók ügye.                                                  | Nicaragua kártérítést kért, mert az USA elaknásította a nicaraguai kikötőket, és a kormányellenes erőket támogatta. | Az USA nemzetközi egyezményeket sért. (A kártérítésről megkezdett külön eljárást 1991-ben Nicaragua kérésre abbahagyta a bíróság.) |
| USA c. OLASZORSZÁG (1987-1989) Elettronica Sicula S.p.A.-ügy,                                                       | Kártérítési igény: az USA szerint Palermo polgármestere jogot sértve rendelkezett az amerikai Raytheon cég becsődölt olasz leányvállalata vagyonával. | Olaszország nem sértett egyezményt, nem jár kártérítés. |
| BISSAU-GUINEA c. SZENEGÁL (1989-1991) 1989. július 31-ei választottbírói döntés ügye.                               | Bissau-Guinea érvényteleníteni kívánta a választott bírósági döntést tengeri határáról. | A választott bíróságnak az 1960-as portugál-francia levélváltásban megvont határt jóváhagyó döntése érvényes, azt kell betartani. |
| EL SALVADOR / HONDURAS (1986-1992) Szárazföldi- és tengerihatár-vita ügye.                                          | Állapítsa meg a bíróság a közös határnak azt a szakaszát, amelyről az 1989. október 30-ai békeszerződés nem rendelkezik. | A bíróság földrajzi koordinátákkal megállapította a határt, a vitatott szigetek hovatartozását. |
| NICARAGUA c. HONDURAS (1986-1992) Nicaraguai határ menti fegyveres akciók ügye.                                     | Nicaragua szerint Honduras jogsértő módon támogatja a területén állomásozó kormányellenes erőket. | Az érdemi ítélet előtt a felek megállapodtak a jószomszédi kapcsolatok erősítéséről, a peres eljárás megszűnt. |
| DÁNIA c. NORVÉGIA (1988-1993) A Grönland és a Jan Mayen-sziget közötti tengeri határ ügye.                          | A halászati övezet és a kontinentális talapzat kijelölését kérték. | A bíróság megállapította a határvonalat. |
| NAURU c. AUSZTRÁLIA (1989-1993) Naurui foszfátmezők ügye.                                                           | Nauru szerint Ausztrália, mint egykori gyám, gondatlanul ellenőrizte a külföldi cégek tevékenységét, s köteles rendbe hozni a tönkretett környezetet. | Az érdemi ítélet előtt a két ország megegyezett egymással. |
| LÍBIA / CSÁD (1990-1994) Területivita-ügy.                                                                          | Közös kérés egy hosszú határszakasz kijelölésére. | A bíróság földrajzi koordinátákkal megadta a határt. |
| BISSAU-GUINEA c. SZENEGÁL (1991-1995) Tengeri határ kijelölésének ügye.                                             | Bissau-Guinea szerint az 1989-es választott bírósági döntés nem alkalmas a pontos határvonal kijelölésére. | A két ország megállapodott a határövezet közös kiaknázásában (erre nemzetközi ügynökséget állítottak fel). Ezzel a peres eljárás megszűnt. |
| PORTUGÁLIA c. AUSZTRÁLIA (1991-1995) Kelet-Timor-ügy.                                                               | Portugália szerint Ausztráliának vele, nem pedig Indonéziával kellett volna megállapodnia az egykori portugál gyarmat Kelet-Timor kontinentális talapzatának kiaknázásáról, továbbá Kelet-Timor népének joga van az önrendelkezéshez.                                            | Indonézia nem ismerte el ebben az ügyben a bíróság joghatóságát, nélküle viszont nem lehetett érdemi döntést hozni. A bíróság leszögezte, hogy Kelet-Timor népének joga van az önrendelkezéshez. |
| IRÁN c. USA (1989-1996) 1988. július 3-ai légi incidens ügye.                                                       | 290-en meghaltak, amikor USA-rakéták lelőttek egy iráni repülőgépet. Irán szerint az ICAO-határozat téves, az USA fizessen kártérítést. | A szóbeli meghallgatást előbb határozatlan időre elnapolták, majd a két ország megállapodást kötött a vita rendezéséről. |

A közös megállapodással indult pereket „/” jelzi, ha pedig az egyik ország indított keresetet a hágai bíróság joghatóságát elismerő másik ellen, azt „c.” jelöli.